# 黃師文
黃師文（1546年—？年），字繼周，號胤浦，四川敘州府富順縣人，明朝政治人物。

## 生平
正月初八日生，治《易經》，萬曆元年（1573年）由縣學生中式萬曆元年（1573年）癸酉科四川鄉試第五十八名舉人，萬曆八年庚辰科會試第二百七十七名，第三甲第一百六十二名進士。刑部觀政，本年未候补，丁憂歸。十一年起复，降授典史，升江陵县知县，十六年升刑部主事，十七年降调完县知县，二十年升官南京刑部主事，二十一年调南京吏部主事，二十三年升吏部稽勋司署郎中事主事，二十六年五月升广东参议，二十七年十二月升陕西副使，二十九年考察降用。

## 家族
曾祖黃斗；祖黃詔鄉，衛經歷；父黃坫，知縣；母謝氏。嚴侍下，妻張氏。
行二，兄師古；師震；師昌；師模；師賢；師表（知縣）；師允；師貞；師訓，弟夢驥；師傅；夢葵。